# Matwiej Kazakow
Matwiej Fiodorowicz Kazakow (ros. Матве́й Фёдорович Казако́в, ur. 1738 w Moskwie, zm. 13 października?/25 października 1812 w Riazaniu) – rosyjski architekt, tworzący w stylu rosyjskiego klasycyzmu, a także w stylu neogotyckim i romantycznie pojętym stylu dawnej Rosji.

## Życiorys
Urodził się w Moskwie w rodzinie urzędnika. W latach 1751–1760 uczył się w szkole architektury Dmitrija Uchtomskiego. Od roku 1768 pracował pod kierunkiem Wasilija Bażenowa w „Ekspedycji Pałacu Kremlowskiego” – instytucji zajmującej się budownictwem reprezentacyjnym na terenie Moskwy. Pracował tam nad projektami Wielkiego Pałacu Kremlowskiego i pawilonów na Polu Chodyńskim.
W roku 1775 został mianowany architektem. Zorganizował przy „Ekspedycji Pałacu Kremlowskiego” szkołę architektury, która wykształciła wielu wybitnych architektów. W roku 1805 szkoła otrzymała status samodzielnej uczelni.
W okresie wojny 1812 roku krewni uchodząc przed nadciągającą armia napoleońską wywieźli Kazakowa do Riazania. Na wieść o pożarze Moskwy, w którym uległy zniszczeniu także dzieła Kazakowa, mistrz zmarł przedwcześnie.

## Dzieła (wybór)

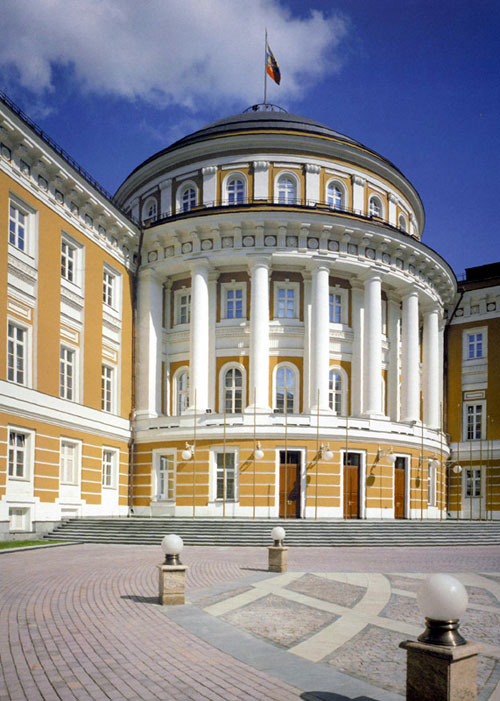
Budynek Senatu na moskiewskim Kremlu (1776–1787);
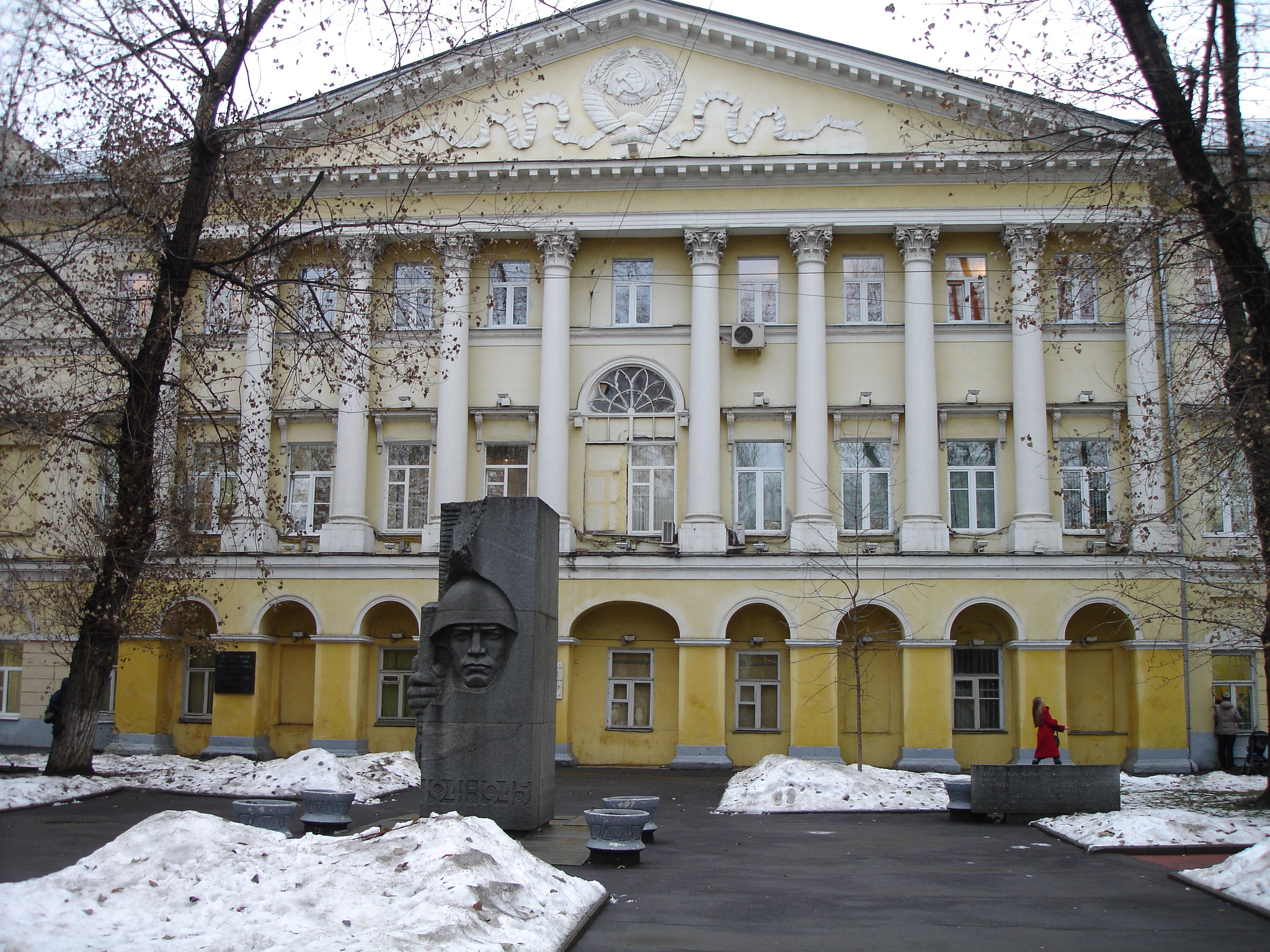
Moskiewski Uniwersytet Lingwistyczny

- Budynki uniwersyteckie przy ulicy Mochowej (1786–1793)
- Budynek samorządu szlacheckiego (1775);
- Cerkiew Metropolity Filippa (1777–1788)
- Przebudowa Łobnego miesta (1786)
- Dom Kozickich przy ulicy Twierskiej (1780–1788)
- Cerkiew Wniebowstąpienia (1790–1793)
- Cerkiew świętych Kosmy i Damiana (1791–1803)
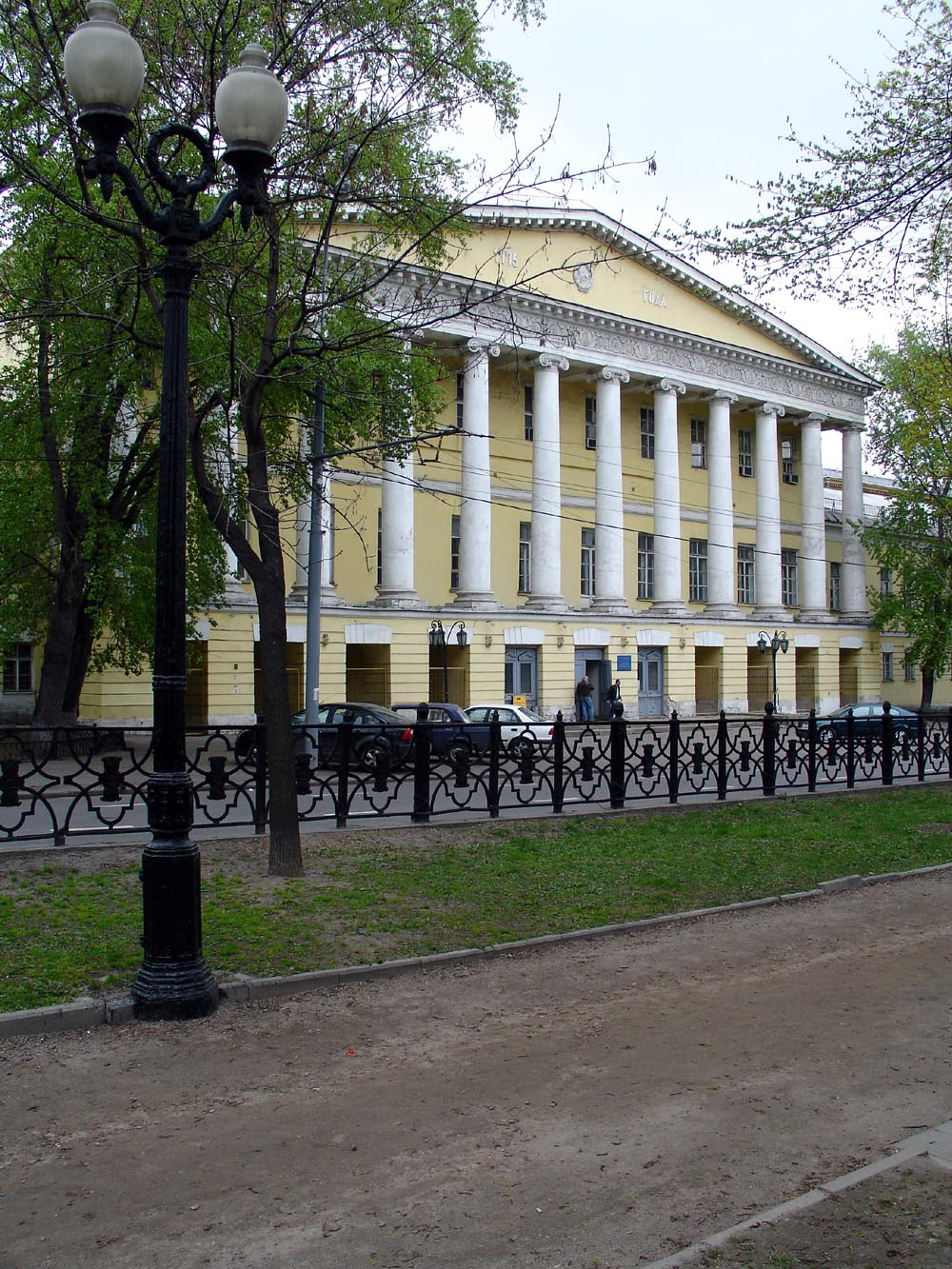
Szpital Golicyński (1796–1801);
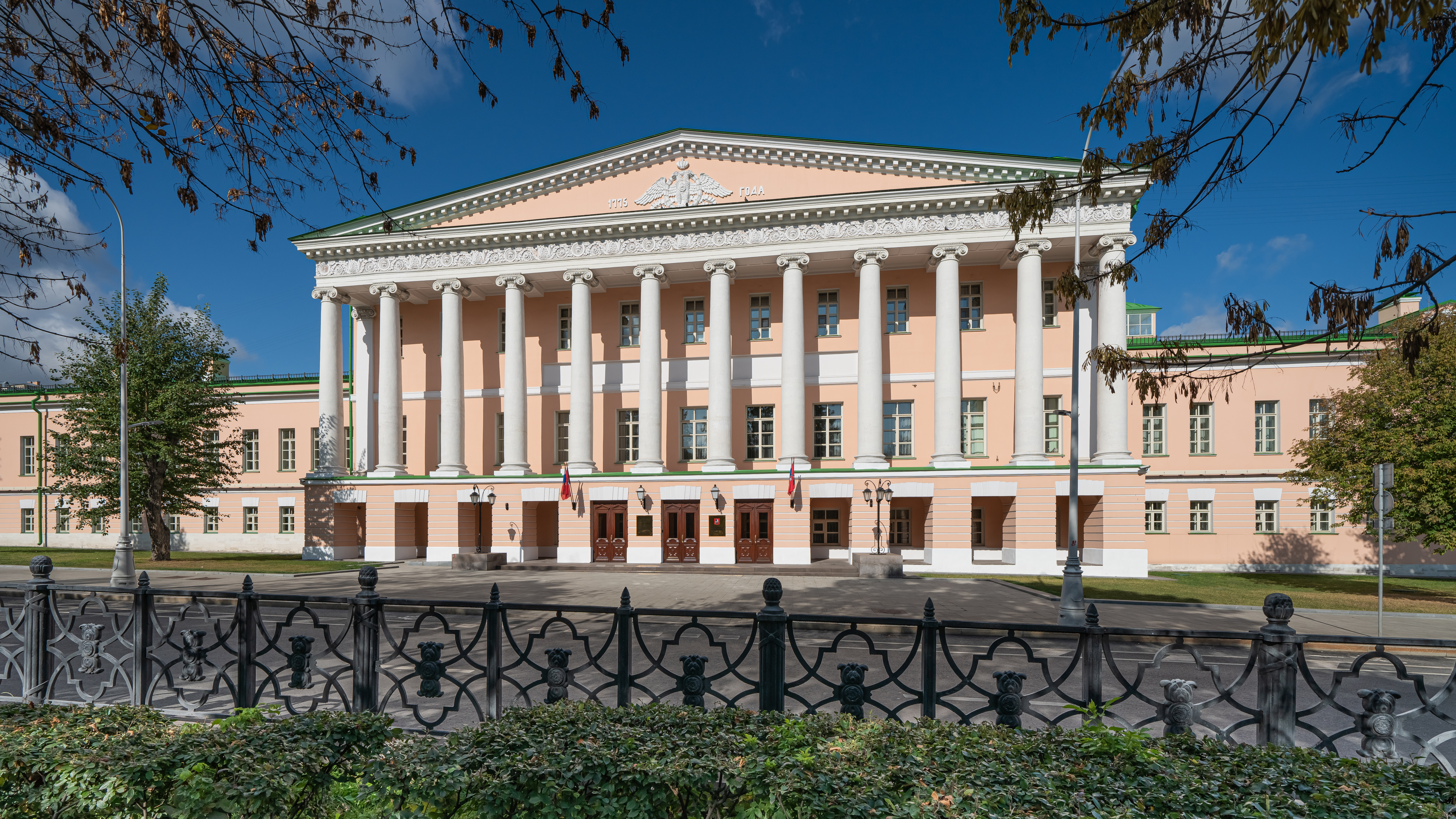
Szpital Pawłowski (1802–1807);
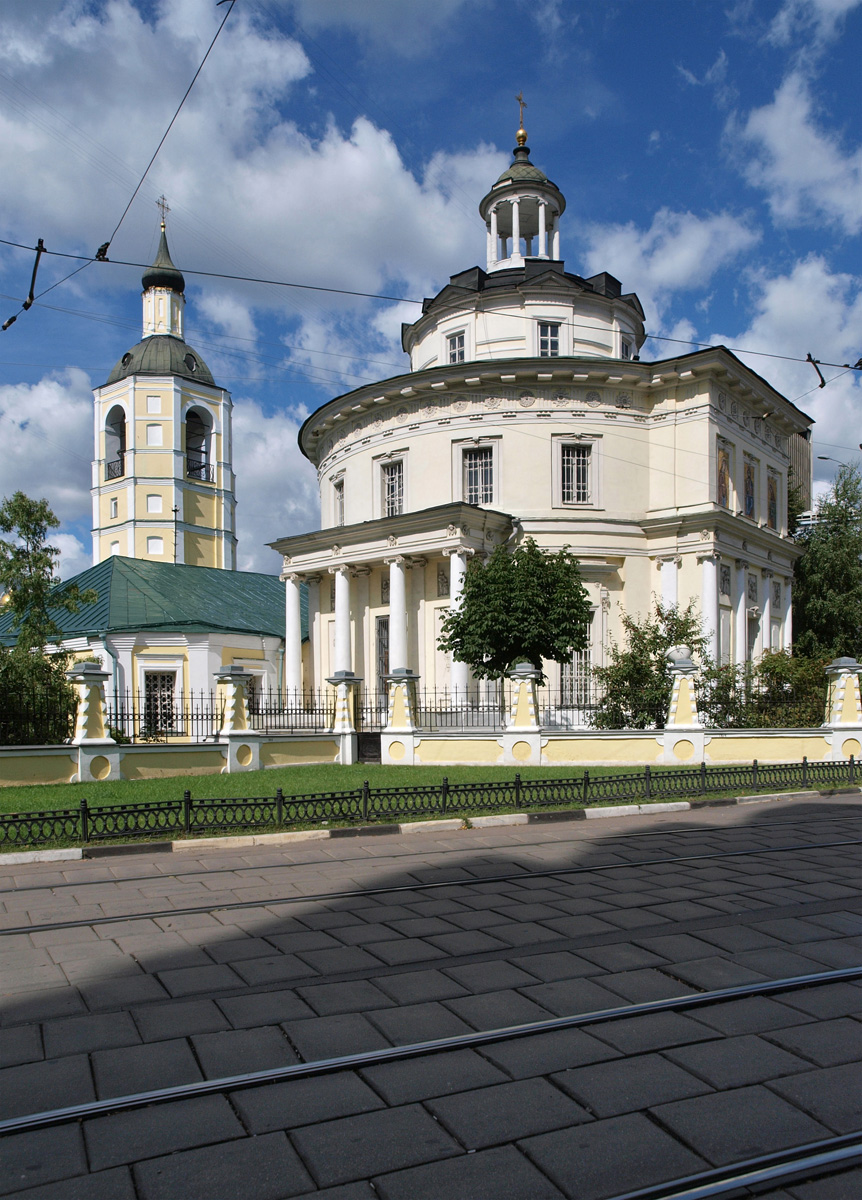
Cerkiew metropolity Filippa
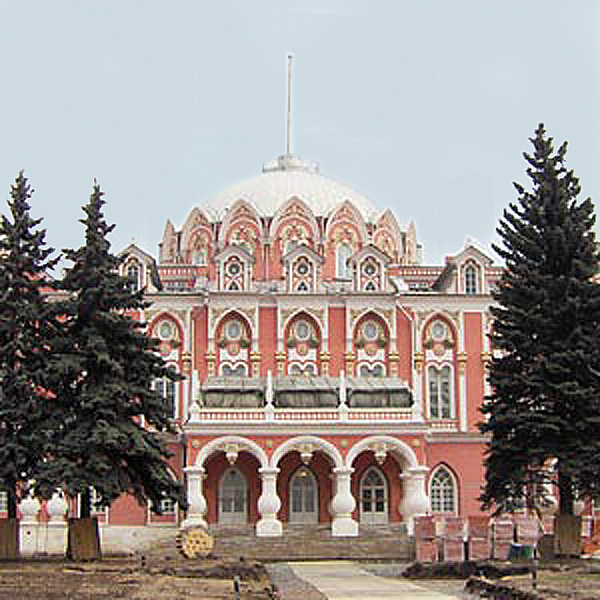
Pałac Pietrowski
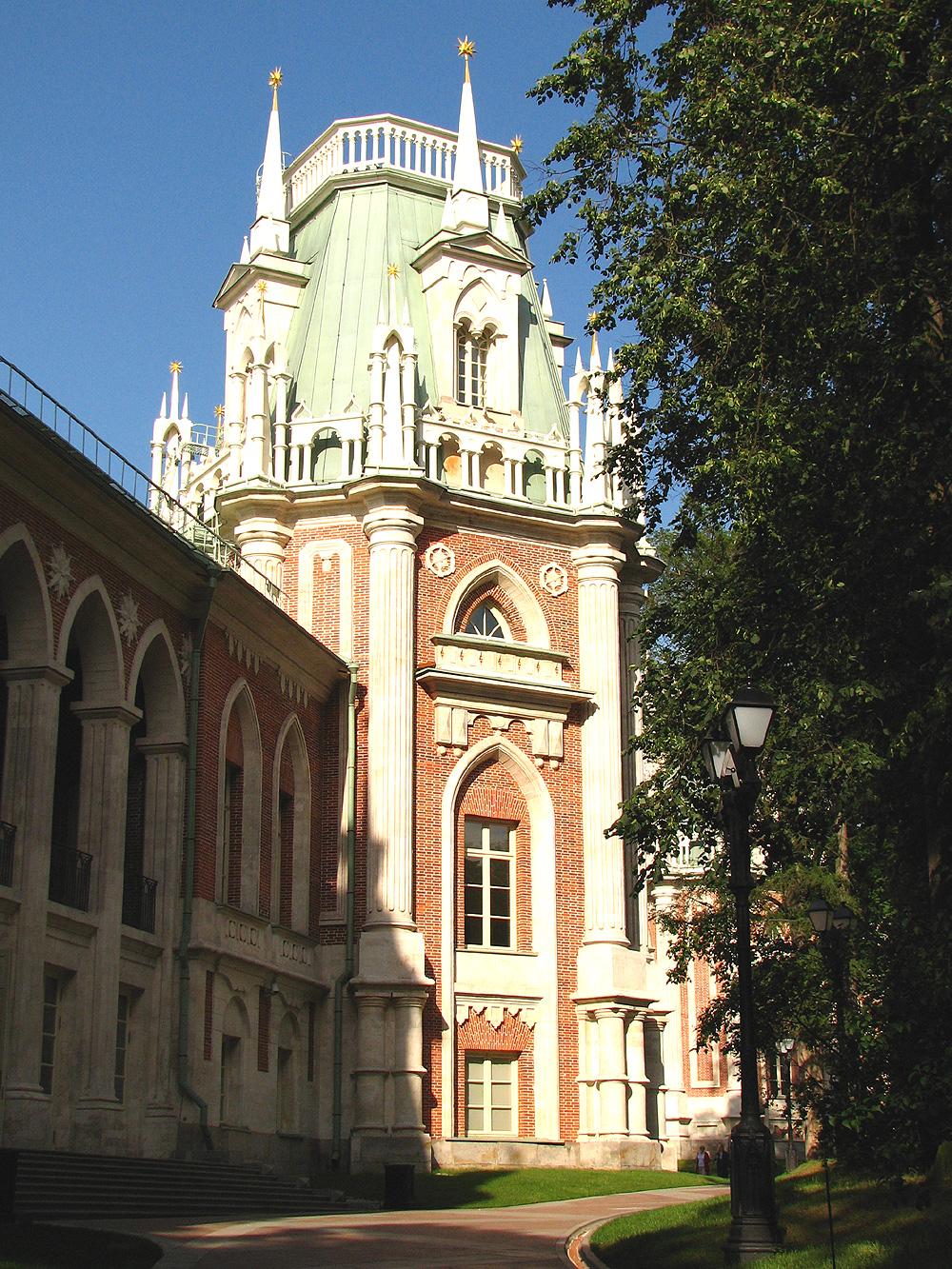
Wielki Pałac w Carycynie
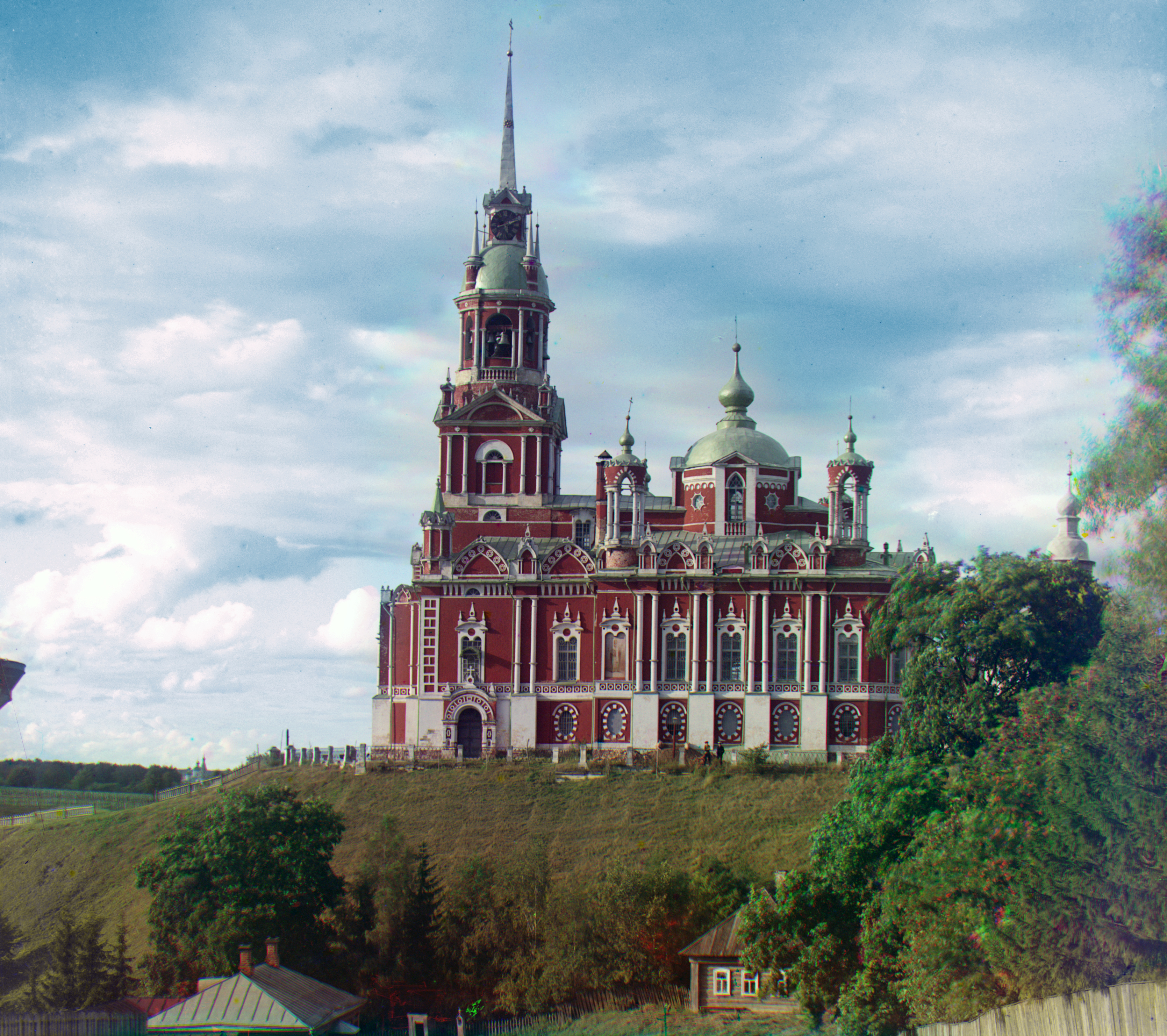
Cerkiew św. Mikołaja w Możajsku

- Cerkiew Wniebowstąpienia w Kołomnie(1792-1799)
- Budynek merostwa Moskwy (1782)
- Sobór katedralny w Permie (1798–1820)